# Betsaida (banda)
Betsaida es un coro chileno formado en Santiago dedicado a componer y cantar música católica. Está formado por personas de diversas edades y actividades.
Betsaida es un grupo de laicos que desde hace 16 años se dedica a componer y a cantar música religiosa católica. Ha grabado 7 discos, vendiendo miles de copias sin contar con el apoyo de ningún sello discográfico o de publicidad.
Es el único grupo musical en recibir el nihil obstat o imprimatur de parte de la Iglesia católica, permiso que se suele otorgar solamente a publicaciones doctrinales. 